# Prix Valentine-Abraham-Verlain
Le prix Valentine-Abraham-Verlain, de la Fondation Veuve Durand, est un ancien prix annuel de soutien à la création littéraire, créé en 1927 par l'Académie française et « destiné à une femme de lettres ou à une artiste malheureuse ».
Valentine Abraham Verlain est une actrice du début du XXe siècle, auteure de l'ouvrage La faulx du ministre : histoire d'amour contemporaine, édité en 1926,.

## Liste des lauréats
- 1930 : Madeleine Alorges
- 1931 : Mme S. de Hastings
- 1933 : Mme de Lauribar
- 1935 : 
  - Louise Ducret
  - Mme L. Marbeau
  - Mlle Zorelli
- 1936 : Cœcilia Vellini
- 1943 : Mme J. Choquier